# Чимишлийски район
Чимишлийски район е район в южната част на Молдова с административен център Чимишлия. Площта му е 923 квадратни километра, а населението – 49 299 души (по преброяване от май 2014 г.).